# Paradoxe de l'œuf et de la poule

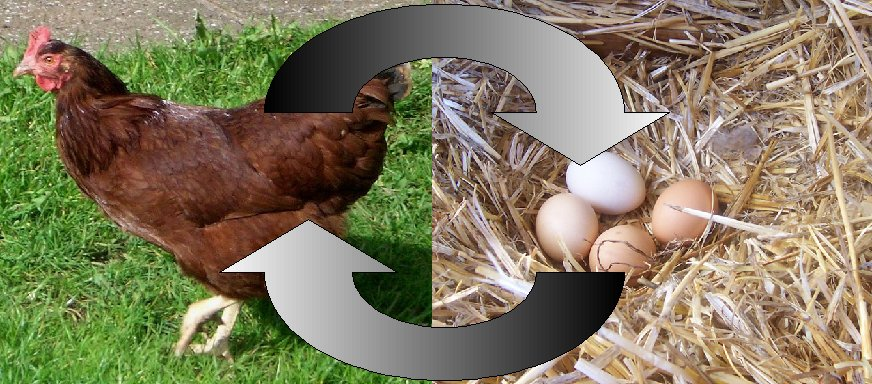
Illustration du cycle de l'œuf et de la poule.

Le paradoxe de l'œuf et de la poule est un très ancien paradoxe : « Qu'est-ce qui est apparu en premier : l'œuf ou la poule ? ».
Si on vous répond « C'est l'œuf », vous demandez « Mais qui a pondu cet œuf ? ».
Si on vous répond « C'est la poule », vous demandez « Mais cette poule sort bien d'un œuf, non ? ».
Le paradoxe vient du fait qu'aucune réponse ne paraît satisfaisante.

## Réponses humoristiques, religieuses ou latérales
Le paradoxe relevant généralement de la blague, il est légitime de lui répondre par une autre blague.
- L'œuf vient en premier… dans la question.
- Dieu créa deux poussins.
- « La poule est seulement un moyen pour l’œuf de faire un autre œuf » (Samuel Butler) - « A hen is only an egg's way of making another egg. »
- Le coq, Dieu créa ensuite la poule à partir d'une de ses côtes.
- La réponse, c'est : l'autre. C'est toujours l'autre qui crée.
- L'œuf, pondu par un dinosaure.
- Réponse en forme de kōan ou "piège" zen, dont l'aspect paradoxal vise à décevoir la question dans sa logique intellectuelle et à dissoudre les contradictions insolubles, en proposant au disciple un chemin de méditation, lui permettant enfin le discernement entre l'éveil et l’égarement dans des questions sans fin et sans réponse :

— L'élève : « Qu'est-ce qui est premier, est-ce l’œuf ou est-ce la poule ? »
— Le professeur (maître zen) : « Oui. »
Ce Kōan moderne est emprunté à Banesh Hoffmann, dans son livre L'Étrange Histoire des quanta) :
— L'élève : « La lumière est-elle une onde ou une particule ? »
— Le professeur (maître zen astrophysicien) : « Oui. »
- On peut également éluder la question en niant ou ignorant une ou plusieurs hypothèses implicites dans la question :

De quel œuf parles-tu ? d'un œuf pondu par une poule, ou d'un œuf qui donne naissance à une poule ? (Cela ignore l'implicite qu'on parle d'œuf de poule qui donnera naissance à une autre poule. Quelle que soit la réponse, le paradoxe est automatiquement résolu par définition : dans le premier cas, c'est la poule qui précède, dans le second c'est l'œuf…).

## Réponses sérieuses
Le paradoxe peut néanmoins être traité comme une question de cosmogonie très sérieuse.

### Philosophie
Aristote étudia ce paradoxe. Il faut pour lui distinguer deux sens du mot « premier » : logique et chronologique.

Chronologiquement, alors qu'intuitivement le grain est antérieur à l'épi, ou que l'enfant précède l'homme, c'est l'inverse selon Aristote : 

« le domaine du devenir s'oppose à celui de l'essence, car ce qui est postérieur dans l'ordre de la génération est antérieur par nature, et ce qui est premier par nature est dernier dans l'ordre de la génération. »

— Aristote Parties des animaux livre II, chap. 1 (646a24)
Seul l'adulte, l'être achevé, peut logiquement être une cause génératrice. Un être encore imparfait comme un enfant ne le peut pas, sinon il faudrait dire que l'imperfection est cause de la perfection, ce qui est impossible, même si chronologiquement nous avons l'impression que les choses vont dans le sens d'un développement du moins au plus parfait. On retrouve le principe général selon lequel « l'acte (la perfection, l'achèvement) est antérieur à la puissance (la simple possibilité) ». Aristote dit ainsi que « c'est l'homme qui engendre l'homme » et non le sperme comme le croyaient les Pythagoriciens et Speusippe.
Or, partant du principe que l'œuf n'est rien d'autre qu'une poule en puissance, et qu'à ce titre il n'existe que pour elle : c'est la poule qui est la raison d'être de l'œuf, et non l'inverse. En effet, s'il n'y avait pas d'animal à porter à maturité, l'existence de l'œuf n'aurait aucun sens. D'un point de vue logique donc c'est la poule qui doit précéder l'œuf. Pour comprendre la génération, il faut ainsi inverser l'ordre chronologique des faits :

« Ce n'est pas en effet la maison qui est faite pour les briques et les pierres, mais celles-ci pour la maison : il en va de même pour tout le reste de la matière. Et ce n'est pas seulement l'induction qui nous montre qu'il en est bien ainsi, mais aussi le raisonnement. En effet, tout ce qui s'engendre naît de quelque chose et en vue de quelque chose; la génération se poursuit d'un principe à un principe, du premier qui donne le branle et a déjà une nature propre, jusqu'à une forme ou à quelqu'autre fin semblable. Car l'homme engendre l'homme et la plante la plante, selon la matière qui sert de substrat à chacun. Ainsi donc chronologiquement la matière et la génération sont nécessairement antérieures, mais logiquement, c'est l'essence et l'idée de chaque être »

— Aristote

Aristote nie donc toute théorie de l'évolution, qui avait déjà été formulée avant lui par Démocrite, et affirme l'existence éternelle des genres ou espèces (fixisme). Ce sont en fait ces idées ou espèces qui existent véritablement, plus que les individus qui naissent et meurent. Contrairement aux théories matérialistes et mécanistes qui posent un hasard aveugle à l'origine du monde, il pense que ce n'est pas accidentellement qu'un œuf donne une poule, qu'il y a une raison à cela, une « idée », « forme », « espèce » qui explique tout le développement observable en fournissant un modèle de perfection que les individus essayent d'atteindre durant leur vie. Aristote oppose ainsi à « l'explication par la nécessité aveugle, c'est-à-dire par la cause motrice et par la matière » (mécanisme), 

« l'explication par le meilleur, c'est-à-dire par la cause finale »

 (finalisme), laquelle « a son principe sur un plan supérieur », celui des êtres divins et éternels, les astres qui sont dans le ciel. En théorie, il ne devrait en fait pas y avoir de cycle de naissance et de mort des animaux, puisque l'univers est tout entier parfait et éternel. Pourquoi donc y a-t-il génération ? C'est le « principe du meilleur » qui seul permet de répondre :

« Puisqu'en effet parmi les êtres les uns sont éternels et divins tandis que les autres peuvent aussi bien exister ou non et participent au pire comme du meilleur ; comme l'âme est meilleure que le corps matériel, l'animé meilleur que l'inanimé parce qu'il a une âme, comme être est meilleur que ne pas être et vivre que ne pas vivre, pour toutes ces raisons il y a génération des animaux. Puisqu'il est impossible que la nature de ce genre d'être soit éternelle, c'est seulement dans une certaine mesure que ce qui naît est éternel. Individuellement, il ne le peut pas. Mais il peut l'être du point de vue de l'espèce. Voilà pourquoi il existe perpétuellement un genre des hommes, des animaux, des végétaux. »

— Aristote Génération des animaux II, 1, 731b
Diderot rejette la vision fixiste d'Aristote, selon laquelle les espèces seraient éternelles :

« Si la question de la priorité de l’œuf sur la poule ou de la poule sur l’œuf vous embarrasse, c'est que vous supposez que les animaux ont été originairement ce qu'ils sont à présent. Quelle folie ! »

— Denis Diderot, Le Rêve de d'Alembert, 1769

### Sciences

#### Évolution des espèces
L'œuf en tant que stade de croissance biologique est antérieur à la poule en tant qu'espèce. Les dinosaures pondaient des œufs amniotiques avant d'évoluer en oiseaux, dont les gallinacés (Galliformes). Les premiers œufs amniotiques ont été pondus il y a environ 340 millions d'années, tandis que les formes les plus anciennes de galliformes datent d'environ 85 millions d'années.
Évidemment, le raisonnement ci-dessus ignore qu'on parle implicitement d'un œuf de poule. Les espèces qui pondent des œufs (amniotiques ou pas) et leurs œufs ont co-évolué : les espèces  actuelles qui pondent des œufs et leurs œufs résultent de millions de mutations génétiques, certaines apparues dans la lignée germinale d'animaux adultes et d'autres lors du développement d'embryons.

#### Sémantique
Ce paradoxe réversible (que l'on peut qualifier de linguistique plutôt que de scientifique) n'existe que par rapport au plan de discussion dans lequel il est énoncé. Cela part du postulat selon lequel l'un ou l'autre des éléments cités devrait avoir une prépondérance sur l'autre, alors que l'un et l'autre découlent de l'un ou de l'autre.

##### Approche causale classique
La première approche et la plus facile relève de la sémantique : on peut discuter du sens donné au mot « œuf », voire discuter du concept de « poule ».
Si l'on s'en tient au concept d'œuf le plus général, alors il est clair que l'œuf est apparu quelques centaines de millions d'années avant la poule. Les poissons pondaient des œufs à une époque où n'existait pas encore la moindre poule, et plus tard les dinosaures ont pondu des œufs calcifiés comme ceux d'une poule.
Une variante de la même série feint de lever le paradoxe en demandant quelle définition l'on adopte pour « œuf » : un œuf pondu par une poule ? ou comme un œuf donnant naissance à une poule ? La poule le précède dans le premier cas (par définition) alors qu'elle le suit dans le second (par définition aussi).
Il n'y a pas davantage de paradoxe si l'on définit l'œuf comme ce qui est à la fois pondu par une poule et donnant naissance à une poule. En fait, le premier œuf de poule, du fait qu'il était le premier, a nécessairement été pondu par un autre animal qu'une poule, sans quoi il ne serait pas le premier œuf de poule, mais au mieux le second. En ce cas, l'œuf précède la poule, mais par simple conséquence d'une définition ad hoc.
Ce paradoxe révèle ainsi les limites du langage humain et des concepts, comme les termes « poules » et « œufs de poules », auxquels nous avons recours pour comprendre et décrire la réalité. À ce sujet, Ludwig Wittgenstein écrivait que « les limites de mon langage signifient les limites de mon propre monde ».

#### Génétique
On sait que le matériel génétique d'un animal n'évolue pas pendant sa vie, mais qu'il peut produire des descendants différents de lui-même. Une poule est génétiquement identique à ce qu'elle était, en tant qu'embryon, dans son œuf, mais un animal qui n'était pas une poule peut produire un œuf qui donnera une poule.
Ainsi, « C'est l'œuf », et la réponse à la question « Mais qui a pondu cet œuf ? » est : « une autre espèce (archéo-poule) ! ».
Plus précisément, les mutations génétiques aboutissant aux individus de la génération N ont lieu au sein des cellules sexuelles des individus de génération N-1. Ainsi, une poule adulte est le même organisme que l'embryon existant dans l'œuf. Autrement dit, une poule et l'œuf dont elle est issue forment un unique individu. Cela signifie que le premier animal ayant les caractéristiques distinguant la poule de la non-poule fut d'abord un œuf de poule pondu par une non-poule.
La démonstration a sérieusement été énoncée par John Brookfield (en) de l'université de Nottingham, spécialiste en génétique évolutive, et David Papineau, philosophe des sciences du King's College de Londres, qui sont formels. L'œuf a précédé la poule.
Leur thèse : sachant que le matériel génétique n'évolue pas (ou peu) durant la vie d'un organisme vivant, le premier oiseau à pouvoir être qualifié de « poule » (c'est-à-dire comme appartenant aux familles des galliformes ou rallidae) a dû d'abord exister sous la forme d'un zygote dont le génome aurait muté par rapport à celui du spécimen qui l'a pondu. Il serait alors une erreur de distinguer la coquille de l'œuf arrivé à maturité par rapport à l'individu qu'il contient, chez les ovipares ; car en réalité, cette coquille, en tant que phénotype dont la création est inscrite dans le matériel génétique de l'individu qu'elle contient, fait bel et bien partie de ce dernier.
Papineau renchérit : « Le premier poulet a dû sortir d'un œuf pondu par une autre espèce. Mais c'était bien un œuf de poule puisqu'il contenait un embryon de poulet ».
Brookfield achève la démonstration : « Nous pouvons en conclure sans aucun doute que la première matière vivante membre de l'espèce doit être cet œuf. L'œuf était nécessairement avant la poule ».

#### Biologie
Selon les principes de l'évolution, un être vivant ne naît pas d'un être vivant exactement identique. Ainsi, « toute poule ne naît pas forcément d'un œuf de poule ». En revanche une poule reste une poule à l'éclosion. Ainsi l'œuf a précédé la poule.
Plus concrètement, les oiseaux sont des « dinosaures transformés » et spécialisés. Donc grossièrement, la première poule est éclose d'un œuf de dinosaure. Mais dans la mesure où les dinosaures étaient ovipares, cela ne fait que déplacer le problème : « Qu'est-ce qui est apparu en premier : l'œuf ou le dinosaure ? »
En définitive, la question devient floue : « Quelle est l'origine de l'œuf, de la sexualité, de la vie ? » et la science offre peu d'éléments de réponses.
Cependant selon le point de vue du gène égoïste, un organisme vivant pluricellulaire n'est rien d'autre qu'un outil construit momentanément par la cellule-œuf pour lui permettre de se reproduire. Plus prosaïquement, Richard Dawkins résume cette idée en disant qu'une poule n'est rien d'autre que le moyen qu'a trouvé un œuf pour faire un autre œuf. Selon ce point de vue, c'est bien l'œuf qui précède la poule.

##### Approche écosystémique
Sur le long terme, en faisant intervenir le temps et l'évolution : un jour, les poules se sont distinguées d'une espèce antérieure (on pourrait la nommer proto-poule). On retrouve alors le paradoxe du barbu : à partir de quel niveau de différence considère-t-on que la poule se distingue de la proto-poule ?
Le fond du paradoxe est l'existence de situations où chaque élément semble à la fois un résultat et une condition de l'ensemble. C'est cette observation qui conduira à la réflexion systémique, portant sur l'articulation entre le tout (le cycle poule-œuf) et les parties (la poule, l'œuf).
En fait, comme souvent, le paradoxe est basé sur une certaine confusion entre deux niveaux (en l'occurrence, des niveaux de génération) : il y a le niveau où l'œuf engendre la poule, qui elle-même engendre l'œuf, etc. Et puis il y a le niveau où un système antérieur (proto-poule et proto-œuf) engendre le système suivant (poule et œuf). Une fois cette distinction faite, il n'y a plus de paradoxe.
Une bonne réponse possible est que le couple œuf-poule (une sorte d'attracteur) est apparu quasi-simultanément, engendré par un système antérieur qui n'en était pas très éloigné. Elle est conforme à nos connaissances actuelles en la matière.
D'autre part, dans la logique circulaire des récursions de l'approche écosystémique, il s'agit aussi d'une question de « ponctuation » d'un découpage en intervalle privilégié d'une séquence continue où la poule conduit à l'œuf est aussi exact que l'œuf à la poule. Une des querelles est celle d'une différence de ponctuation où chacun est persuadé de sa propre bonne foi et de la mauvaise foi de l'autre. Ceci se rapporte aussi aux thérapies systémiques familiales des paradoxes de double contrainte.

##### Évolution et paradoxe sorite
D'après la théorie de l'évolution, les ancêtres lointains de la poule étaient des oiseaux primitifs, puis des reptiles primitifs, puis des poissons à nageoires charnues, puis… et ainsi de suite jusqu'aux organismes monocellulaires (pour lesquels le paradoxe n'existe pas, puisqu'ils sont à la fois organismes développés et monocellulaires comme l'œuf). D'un bout à l'autre de cette chaîne d'ancêtres, les « œufs » (formes fécondées) et les « poules » (organismes adultes) ont pris des formes très variées.
Si la formulation du paradoxe de l'œuf et de la poule paraît paradoxale, c'est parce qu'à aucun moment dans cette chaîne d'ancêtres il n'est possible de mettre une limite entre un ancêtre poule et un ancêtre non-poule : le langage suppose une limite franche, alors que la réalité est un changement graduel, ce qui est typique d'un paradoxe sorite.
Les espèces, tout comme les termes « poules » et « œufs de poules », sont des outils conceptuels, qui diffèrent des êtres vivants qu'ils regroupent. Il n'existe pas dans la nature des ensembles homogènes que l'on pourrait nommer « poules » et « œufs de poules » : les poules, de même que leurs œufs, sont toutes légèrement différentes. Ainsi, il est impossible de définir une mutation génétique qui ferait qu'un œuf pondu par une poule accueillerait un individu d'une autre espèce.
Si l'on se place au stade évolutif des poissons, avant qu'ils ne conquièrent la terre ferme, on constate que de toute évidence l'œuf existait déjà, mais pas encore la poule. Même si l'on exige de l'œuf qu'il ait une coquille solide, un tel œuf existait déjà au stade des reptiles, alors que les ancêtres de la poule n'avaient même pas encore une forme d'oiseau primitif.
De ce point de vue, la « vraie » réponse au sens de l'évolution est bien que c'est l'œuf qui est apparu le premier.